# Stal 258

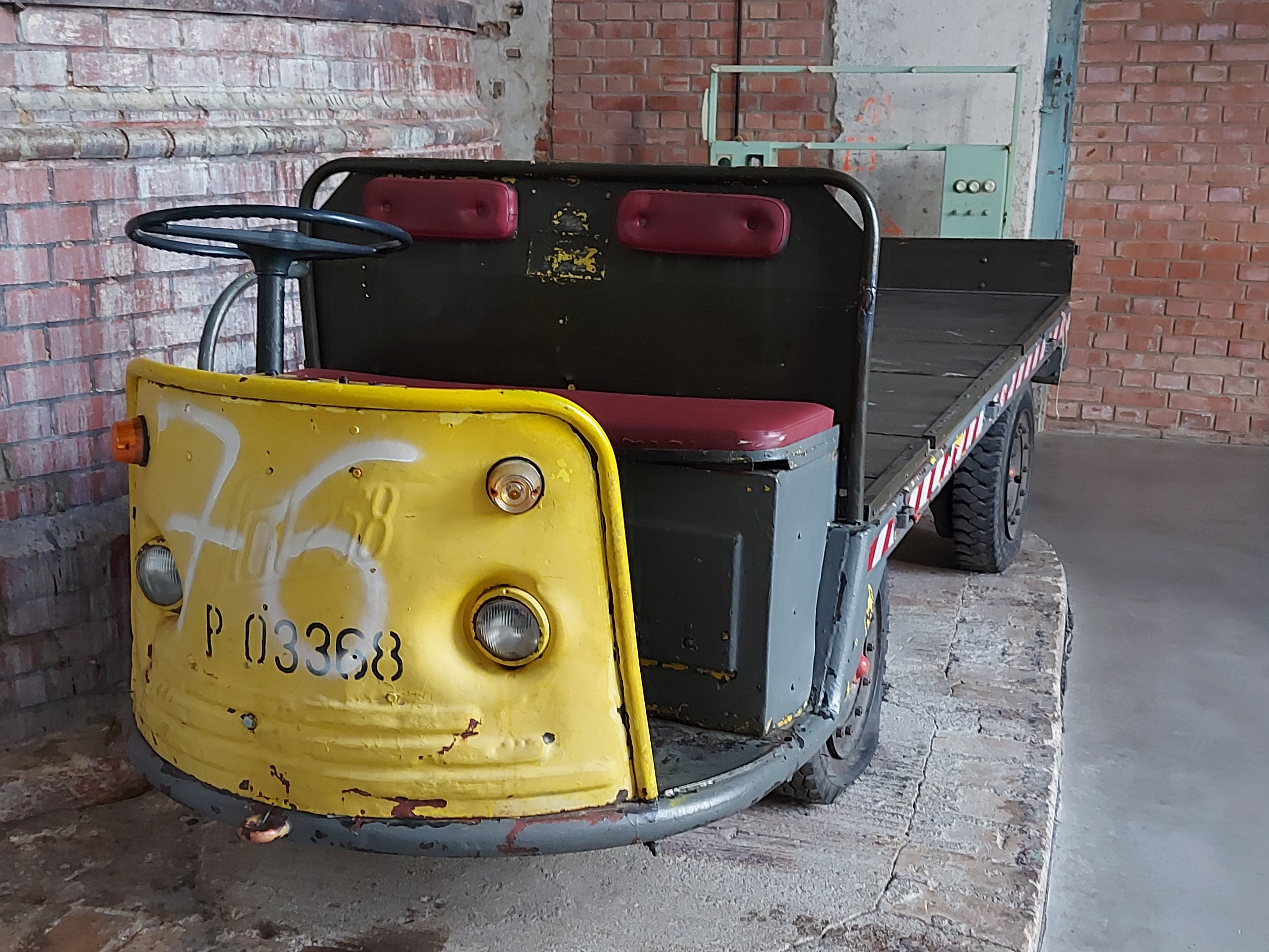
Stal 258 w budynku byłej Cukrowni Żnin

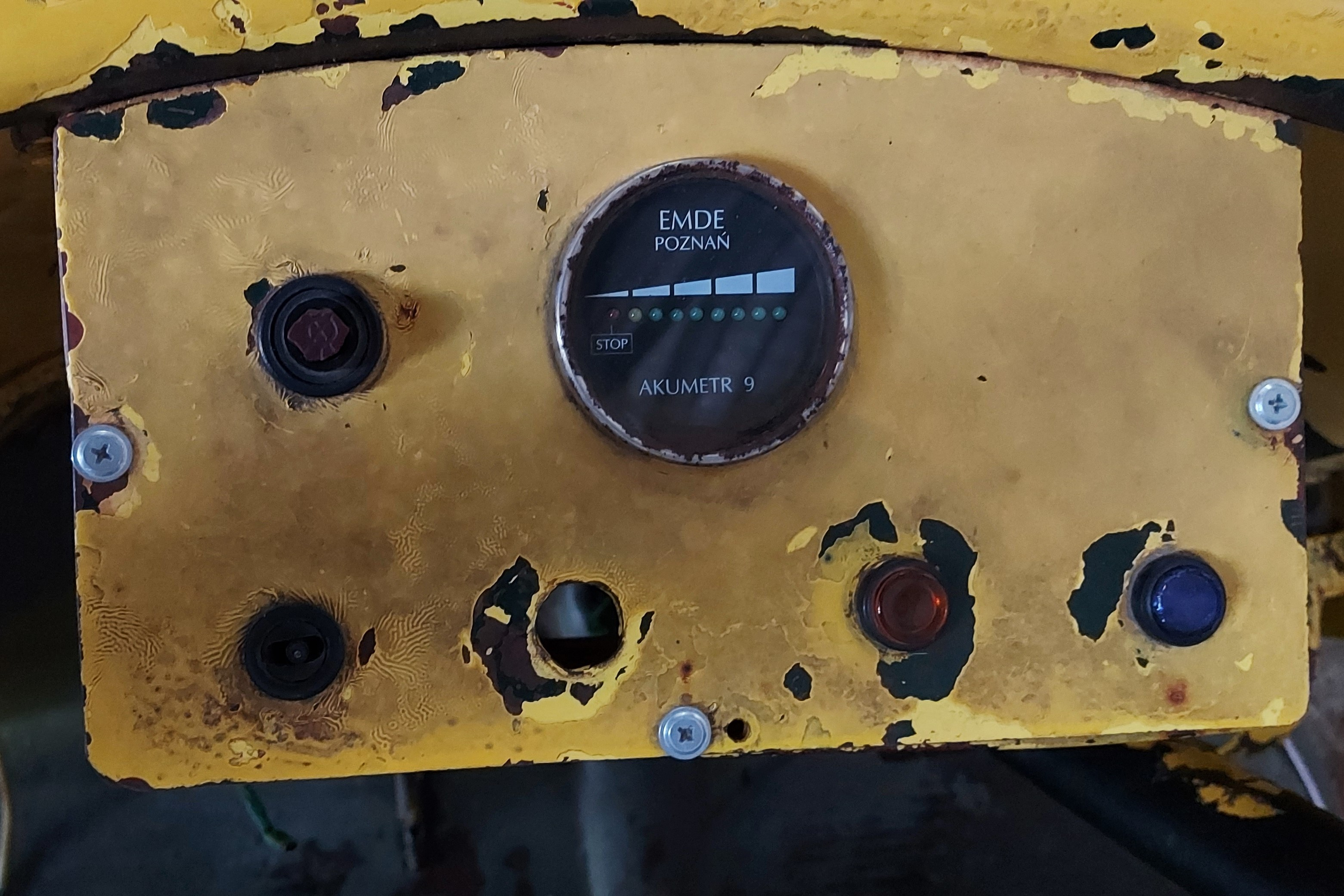
Pulpit wózka

Stal 258 (także: WA-2) – polski akumulatorowy, platformowy wózek jezdniowy produkcji Huty Stalowa Wola, produkowany od lat 60. XX wieku.

## Przeznaczenie
Pojazd był przeznaczony do przewożenia towarów o ciężarze do 2000 kg pomiędzy wydziałami produkcyjnymi fabryk, czy też halami produkcyjnymi. Dzięki wyposażeniu w hak pociągowy można było doczepiać przyczepy i tworzyć pociągi drogowe. Posiadał koła pneumatyczne, co umożliwiało mu jazdę po nierównościach. Zyskał bardzo dużą popularność na dworcach kolejowych jako pojazd do przemieszczania poczty.

## Dane techniczne
Liczba silników – 2, moc jednego silnika – 2 kW, napięcie znamionowe – 80 V, pojemność baterii akumulatorowych – 200 A·h, ciężar własny – 1500 kg, długość 2220 mm, szerokość – 1250 mm, prędkość jazdy bez obciążenia – 14,5 km/h, prędkość jazdy z obciążeniem – 11,5 km/h, rozstaw kół – 1575 mm, prześwit – 270 mm, najmniejszy promień skrętu – 3100 mm.